# Superista
Il superista era il titolo del comandante delle guardie del papa, e di tutte le milizie della Roma altomedioevale, capo della guarnigione militare del Laterano. Questa carica nacque durante il periodo bizantino e si estinse durante l'età comunale.
Abbiamo poche notizie su questo incarico. Faceva parte dei gradi inferiori della Curia romana, ed era assegnata ad un nobile della città aventi esperienze militari. Il superista più famoso fu Teofilatto.
Il papa non possedeva un esercito vero e proprio infatti, si parla di un comandante militare che aveva competenze su larga scala, dalla difesa alla tutela dell'ordine pubblico, circoscritte all'Urbe.
La carica è ispirata a quella del magister militum infatti Teofilatto è registrato sia come superista ma anche magister militum.
Il superista fu il predecessore del meglio conosciuto ruolo di Capitano generale della Chiesa.